# Battles (álbum)
Battles es el duodécimo álbum de estudio de In Flames y se lanzó el 11 de noviembre de 2016, a través del sello Eleven Seven Music. A comienzos de 2016, In Flames comenzó a grabar el nuevo álbum en Los Ángeles, y terminó la grabación en abril.
Para este álbum Joe Rickard participó como batería en las sesiones de grabación. Posteriormente se anunció que sería batería permanente en sustitución de Daniel Svensson.

## Lista de canciones
| N.º | Título                               | Duración |  |
| 1.  | «Drained»                            | 4:06     |  |
| 2.  | «The End»                            | 3:58     |  |
| 3.  | «Like Sand»                          | 3:43     |  |
| 4.  | «The Truth»                          | 3:04     |  |
| 5.  | «In My Room»                         | 3:25     |  |
| 6.  | «Before I Fall»                      | 3:27     |  |
| 7.  | «Through My Eyes»                    | 3:50     |  |
| 8.  | «Battles»                            | 2:58     |  |
| 9.  | «Here Until Forever»                 | 4:19     |  |
| 10. | «Underneath My Skin»                 | 3:30     |  |
| 11. | «Wallflower»                         | 7:06     |  |
| 12. | «Save Me»                            | 4:12     |  |
| 13. | «Greatest Greed (Bonus Track)»       | 4:09     |  |
| 14. | «Us Against The World (Bonus Track)» | 3:40     |  |

## Créditos

### In Flames
- Anders Fridén – Vocalista
- Björn Gelotte – Guitarra
- Niclas Engelin - Guitarra
- Peter Iwers – Bajo
- Joe Rickard – Batería, percusión

### Producción
- Anders Björler – Filmación, edición y dirección (In The Studio/Studio Report)
- Howard Benson - Productor
- Örjan Örnkloo - Teclados y Samples